# حاجی‌قوشان
 حاجی قوشان، روستایی است از توابع بخش مرکزی شهرستان گنبد کاووس در استان گلستان ایران.
مختوم‌قلی فراغی، از بزرگ‌ترین شاعران زبان ترکمنی در این روستا به‌دنیا آمد.

## جمعیت
این روستا در دهستان آق‌آباد قرار داشته و براساس سرشماری سال ۱۳۸۵جمعیت آن ۳٬۷۱۷نفر (۸۲۰خانوار) بوده است.